# 車從衡
車從衡（？—？），號見吾，山東济南府淄川县人，明朝政治人物。

## 生平
萬曆十三年（1585年）乙酉科山東鄉試舉人，二十六年（1598年）戊戌科進士。户部觀政，初授宁陵县知县，二十九年改任南京武學教授，三十一年升國子監学正，养病。三十五年升刑部主事，三十八年歷升员外、郎中，三十九年出为南阳府知府，四十一年致仕歸。